# Ramón Villaverde

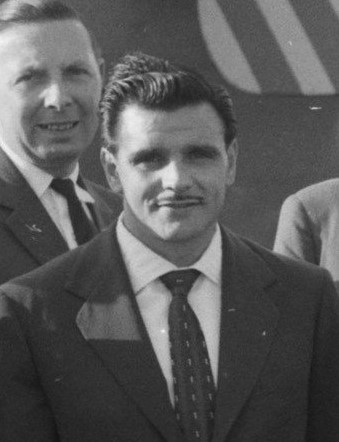
Ramón Villaverde

Ramón Villaverde (16 maart 1930 – 15 september 1986) was een Uruguayaans profvoetballer. Hij speelde als aanvaller en maakte als zodanig vooral faam bij FC Barcelona.  
Villaverde begon zijn loopbaan als profvoetballer bij Liverpool de Montevideo. Daarna stond hij onder contract bij het Colombiaanse Millonarios, waar de aanvaller samen speelde met de Argentijnse ster Alfredo Di Stéfano. Villaverde kwam in 1954 bij FC Barcelona.  Ramón begon als spits, maar werd al snel door trainer Helenio Herrera omgevormd tot linkervleugelaanvaller. Bij de Catalaanse club won de Uruguayaan drie landstitels (1959, 1960), driemaal de Copa del Generalísimo (1957, 1959, 1963) en twee Jaarbeursstedenbekers (1958, 1960). In totaal kwam Villaverde tot 322 wedstrijden en 136 doelpunten voor FC Barcelona. In 1963 vertrok hij naar Racing Club de Paris, waar hij na één seizoen zijn loopbaan beëindigde.  